# Kutchicetus minimus
A Kutchicetus minimus az emlősök (Mammalia) osztályának párosujjú patások (Artiodactyla) rendjébe, ezen belül a Whippomorpha alrendjébe és a fosszilis Remingtonocetidae családjába tartozó faj.
Nemének eddig az egyetlen felfedezett faja.

## Tudnivalók
A Kutchicetus minimus egy középső eocén korszaki (46-43 millió évvel ezelőtt) ősi típusú cetféle volt, amely egyaránt tudott úszni és járni a szárazföldön is. Az állat egy átmeneti lény, amely megmutatja, hogyan fejlődtek ki a szárazföldi állatból a cetek. A Kutchicetus minimus, ahogyan neve is utal rá, egy kistestű állat volt, mérete egyenlő volt, a mai vidrák méretével.